# Leonida Suzzi Valli
Leonida Suzzi Valli (Chiesanuova, 30 settembre 1912 – Borgo Maggiore, 14 agosto 1982) è stato un docente e politico sammarinese.

## Biografia
Studente alla facoltà di Scienze matematiche, fisiche e naturali dell'Università di Bologna, Leonida si laureò il 20 novembre 1935 in Scienze Fisiche-Matematiche con la tesi avente titolo  "Problemi di massimo e di minimo relativi all'ellisse e dell'ellissoide."
Cominciata la carriera lavorativa come professore di matematica e fisica, ottenendo poi il ruolo presso il liceo classico sammarinese, si interessò anche alla vita politica di San Marino, tanto che venne ben presto eletto consigliere ed incaricato di svolgere importanti missioni diplomatiche per conto della Repubblica in un periodo storico alquanto delicato. In effetti, probabilmente per il denaro arrivato alla Cassa di Risparmio e alla Banca Agricola dal gennaio 1944, il 26 giugno 1944 avvenne il primo doloroso bombardamento alleato sul territorio sammarinese. Il periodo fu caratterizzato da forte instabilità e la Repubblica di San Marino decise di istituire il corpo della Guardia Civica Ausiliaria alle Milizie, di cui Leonida Suzzi Valli fu Capitano. La Repubblica durante il periodo bellico riuscì a mobilitare un piccolo esercito: circa 500 cittadini vennero inquadrati in armi su una popolazione stimata in 14.000 abitanti. 
Il 2 agosto 1944 Leonida Suzzi Valli fece parte di una piccola delegazione sammarinese diretta a Salò, accompagnando il politico ed avvocato Giuliano Gozi, l'allora Capitano Reggente S.E. Francesco Balsimelli, Ezio Balducci ed il professor Marino Belluzzi, al fine di parlamentare con Mussolini e l'ambasciatore tedesco, nell'estremo tentativo di evitare la catastrofe e quindi di mantenere neutrale il piccolo Stato.
La missione ebbe tuttavia soltanto un parziale successo tanto che, con il precipitare degli eventi, gli accordi presi vennero ben presto messi da parte e nei primi giorni di settembre i tedeschi attraversarono comunque il territorio sammarinese: occuparono scuole e case, installarono posti di blocco e fortificazioni, minarono strade e ponti. Furono momenti seriamente drammatici per San Marino, fin quando il 19 settembre gli Alleati occuparono interamente la Repubblica ponendo termine alle ostilità.
Terminata questa delicata fase della storia sammarinese, Leonida venne eletto per la prima volta Capitano Reggente - massima magistratura sammarinese e Capo dello Stato - insieme a S.E. Teodoro Lonfernini per il semestre dal 1º ottobre 1944 al 1º aprile 1945.
Leonida, che ancora agli inizi degli anni '60 ricopriva un ruolo attivo nella vita politica e democratica della Repubblica, partecipò al processo di nascita della Confederazione Democratica Lavoratori Sammarinese (CDLS), la quale inaugurò i lavori del 1º Congresso il 12 giugno 1960 al Teatro Titano, alla presenza di 190 delegati e parecchio pubblico. Leonida venne in tale occasione nominato Presidente, unitamente al Vice Presidente Federico Carattoni.
In data 27 dicembre 1961 Leonida riceve, su iniziativa del Presidente della Repubblica Italiana, l'onorificenza di Grande Ufficiale Ordine al Merito della Repubblica Italiana.
Nel 1963, infine, Leonida venne nominato nuovamente Capitano Reggente della Repubblica per il mandato corrente tra il 1º aprile ed il 1º ottobre unitamente a S.E. Stelio Montironi: durante tale mandato, in data 3 luglio la Reggenza fece ufficialmente visita in Vaticano a S.S. Papa Paolo VI, che ricevette i Capi di Stato privatamente.
A seguito del termine di tale ultimo mandato, Leonida abbandonò progressivamente la vita politica dello Stato, ritirandosi a vita privata.